# Harpies
Die Harpies (frz.: Ruisseau des Harpies) sind ein Fluss in Frankreich, der im Département Nord in der Region Hauts-de-France verläuft. Der Fluss entspringt unter dem Namen Ruisseau à Grenouilles an der Gemeindegrenze von Landrecies und Locquignol im Waldgebiet Fôret Domaniale de Mormal. Er entwässert generell in nordwestlicher Richtung zunächst durch den Regionalen Naturpark Avesnois, ändert nochmals seinen Namen auf Hirondelle Majeure und mündet unter seinem definitiven Namen nach insgesamt rund 24 Kilometern im Gemeindegebiet von Vendegies-sur-Écaillon als linker Nebenfluss in den Écaillon.

## Orte am Fluss
(Reihenfolge in Fließrichtung)
- Robersart
- Bousies
- Vendegies-au-Bois
- Romeries
- Vertain
- Vendegies-sur-Écaillon